# The Girl in the Red Velvet Swing
The Girl in the Red Velvet Swing (br.: O escândalo do século / pt.: A Rapariga do Baloiço Vermelho) é um filme de drama estadunidense de 1955, dirigido por Richard Fleischer para a 20th Century Fox. O roteiro de Walter Reisch e Charles Brackett dramatiza um caso real, o do assassinato do renomado arquiteto Stanford White devido ao seu envolvimento com a modelo e artista de vaudeville Evelyn Nesbit em 1906 (citada na narração inicial como tendo dado entrevistas para a história mostrada). Farley Granger, que interpreta o assassino Harry Kendall Thaw, em 1948 já fizera o mesmo em outra dramatização para cinema, no filme Rope sobre o caso Leopold e Loeb. O assassinato do arquiteto voltaria a ser encenado no filme Ragtime, de 1981.

## Elenco
- Ray Milland...Stanford White
- Joan Collins...Evelyn Nesbit Thaw
- Farley Granger...Harry Kendall Thaw
- Luther Adler...Delphin Delmas
- Cornelia Otis Skinner...Madame Thaw
- Glenda Farrell...Madame Nesbit
- Frances Fuller...Senhora Elizabeth White
- Phillip Reed...Robert Collier
- Gale Robbins...Gwen Arden
- James Lorimer...McCaleb
- John Hoyt...William Travers Jerome
- Robert F. Simon...Stage Manager
- Harvey Stephens...Dr. Hollingshead
- Emile Meyer...Hunchbacher

## Sinopse
Em 1901, o arquiteto Stanford White é famoso e frequenta os mais requintados círculos sociais de Nova Iorque, para despeito do jovem e desequilibrado mental milionário Harry Kendall Thaw que não aceita não ser tratado com o mesmo respeito que o outro. Quando os dois se interessam pela mesma mulher, a modelo Evelyn Nesbit, a rivalidade entre os dois homens aumenta grandemente de proporção. Evelyn se apaixona por Stanford mas sofre quando ele se nega a deixar a esposa. Não podendo se casar com o arquiteto, Evelyn acaba cedendo ao assédio de Harry, sem saber que essa decisão causará uma tragédia.